# Росул (страва)
Росул — негустий суп, який являє собою м'ясо-овочевий бульйон.
Готується із птиці (зазвичай курки або півня, рідше з каплуна), можливо, з яловичини, баранини (наприклад, бульйон із Тешинської Сілезії) або у Верхній Сілезії з голубів. Подається з макаронними виробами типу спагеті, стрічками або локшиною (наприклад, ляне тісто), картоплею або млинцями. У Тешинській Сілезії росул також подають до печінкових вареників. Перша кулінарна книга, видана в Польщі в 1682 році, Compendium ferculorum, тобто зібрання страв, містила рецепт польського росулу.
Росул — це страва, яка готується відносно довго. Приготування передбачає варіння м'яса разом із набором овочів — мірпуа. Щоб приготувати смачний та ароматний росул, починайте варити інгредієнти з холодної води, повільно доводячи до легкого кипіння. Такий спосіб приготування полягає в тому, що більша частина інгредієнтів, що містяться в м'ясі та овочах, перекладається в бульйон, який після приправ стає росулом. Росул також є проміжним продуктом — основою для приготування багатьох інших супів, в тому числі: крупник на росулі, овочевий суп на росулі, борщ буряковий на росулі.
Спочатку суп був створений у результаті тривалого варіння м'яса у воді, яке в давнину консервували шляхом посолу і в'ялення. Цей відвар називали rozsół (або rozsol), звідки й походить його сучасна назва. Росул є однією з національних польських страв.
У Польщі за часів Польської Народної Республіки росул став популярним і є однією зі страв, що вважається традиційною та типовою для недільної вечері чи святкування, поряд зі свинячою відбивною.